# Inseminoid - Un tempo nel futuro
Inseminoid - Un tempo nel futuro (Inseminoid) è un film del 1981 diretto da Norman J. Warren. È una pellicola fanta-orrorifica britannica a basso costo, girata sulla scia del successo del film Alien di Ridley Scott.

## Trama
Sandy, ricercatrice in un laboratorio spaziale, viene violentata da un alieno e si ritrova incinta. Completamente posseduta dall'alieno, Sandy inizia a sterminare tutti i suoi compagni cibandosi delle loro carni; verrà uccisa dall'unico superstite, il quale così si ritroverà a dover affrontare da solo le mostruose creature del pianeta.

## Produzione
Il film fu girato in economia nelle miniere inglesi di Chislehurst e sull'isola di Gozo, Malta.
Inizialmente era previsto che il film fosse interamente ambientato a bordo di un'astronave.

## Distribuzione
Il titolo di distribuzione negli Stati Uniti fu Horror Planet.

## Accoglienza e critica
(Fantafilm)

## Altri media
Dal film è stata tratta nello stesso anno una trasposizione letteraria, sempre intitolata Inseminoid, scritta da Larry Miller.
L'urlo che Sandy riproduce a un certo punto del film verrà utilizzato in Five Nights at Freddy's per le urla degli animatronics che emettono durante i loro jumpscare (l'urlo verrà riutilizzato in Ultimate Custom Night e Five Nights at Freddy's VR: Help Wanted).